# Thuidiopsis
Thuidiopsis là một chi rêu trong họ Thuidiaceae.